# Tchétchènes
Cet article concerne le peuple tchétchène. Pour la langue tchétchène, voir Tchétchène.
Le peuple tchétchène (en tchétchène : Нохчий, Nokhchi, en russe : Чеченцы) forme le plus grand groupe ethnique natif du Caucase du Nord avec, selon le recensement russe de 2010, 1 431 360 représentants, dont 1 206 551 en Tchétchénie pour à peu près un total de 2 millions de représentants dans le monde. Ils ont pour langue le tchétchène et pour religion prédominante l'islam sunnite.

## Étymologie
Les Tchétchènes se désignant par le terme de « Nohcho » ou « Nohchi », l'origine du mot « tchétchène » est floue.

## Histoire

### Origines
Les Tchétchènes sont l'un des peuples Nakh qui vivent dans les hautes terres du Nord-caucase depuis la préhistoire. Il existe des preuves archéologiques de la continuité historique remontant à 3000 avant J-C.
Amjad Jaimoukha note dans son livre Les Tchétchènes : « Certaines autorités pensent que la nation Nakh était une progéniture des Hourrites et des Urartéens, bâtisseurs des magnifiques civilisations du Proche-Orient, qui ont eu de profondes influences sur les autres cultures de la région ». Selon certaines données, les Tchétchènes sont génétiquement, linguistiquement et anthropologiquement considérés comme les descendants des Urartéens,.

### Moyen-Âge
Au Moyen Âge, la Tchétchénie est dévastée par les invasions mongoles du XIIIe siècle , les invasions des khazars du VI-XIe siècle et celles de Tamerlan au XIVe.
Les invasions du Caucase par Tamerlan à la fin du XIVe siècle ont été particulièrement coûteuses pour le royaume tchétchène de Simsir, allié de la Horde d'Or et anti-timurides. Son chef Khour Ela a soutenu Khan Tokhtamych pendant la bataille de la rivière Terek. Ces événements ont joué un rôle clé dans la formation de la nation tchétchène et de sa société à orientation martiale et basée sur les clans.

### Période moderne

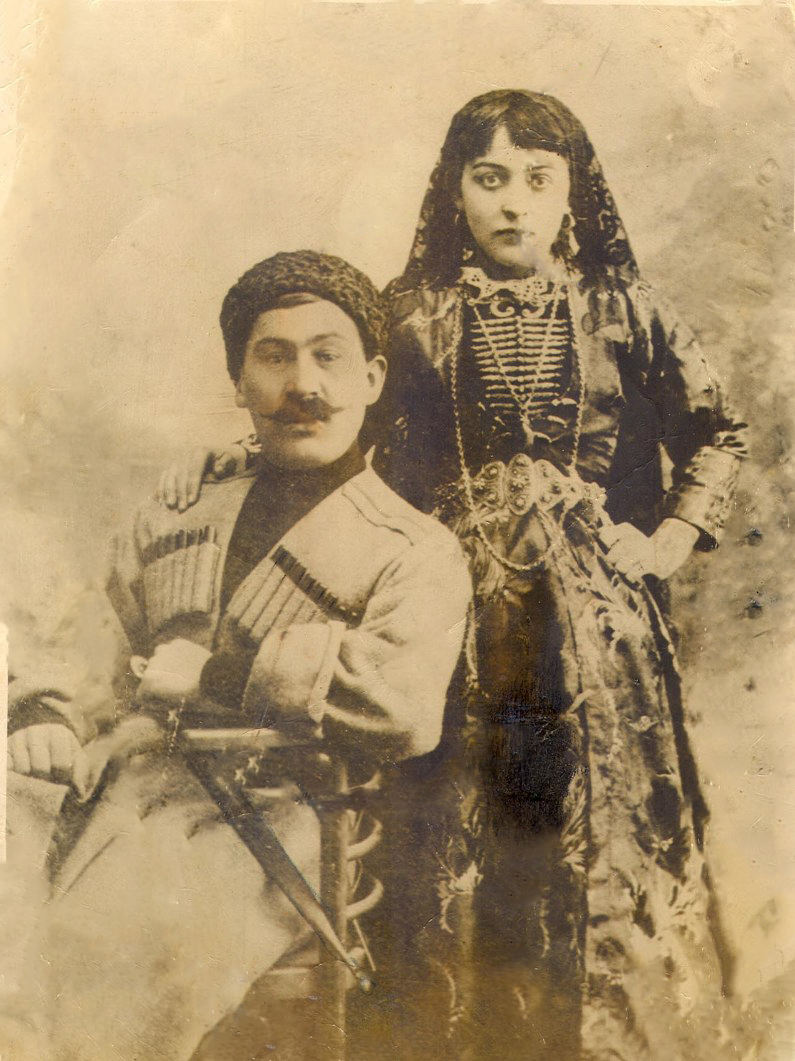
Couple tchétchène au début du XXe siècle. L'homme porte une tchokha.

Le Caucase était une zone concurrente majeure pour deux empires rivaux voisins : l'Empire ottoman, à l'ouest du Caucase, et l'Empire perse (Safavides) à l'est et au centre. Les Tchétchènes, cependant, ne sont jamais vraiment tombés sous la domination de l'un ou l'autre empire.
Alors que la Russie entreprend d'accroître son influence politique dans le Caucase et la mer Caspienne aux dépens de la Perse safavide, Pierre Ier lance la guerre russo-persane, au cours de laquelle la Russie annexe une grande partie des territoires du Caucase pendant plusieurs années. Le conflit a notamment marqué la première rencontre militaire entre la Russie impériale et les Tchétchènes. Cheikh Mansour dirige un important mouvement de résistance tchétchène à la fin du XVIIIe siècle. À la fin des XVIIIe et XIXe siècles, la Russie se lance dans une conquête à grande échelle du Caucase du Nord lors de la guerre du Caucase. La résistance tchétchène à la domination russe a atteint son apogée sous la direction du chef de guerre avar, l'Imam Chamil. Les Tchétchènes sont finalement vaincus en 1861 après une guerre sanglante qui a duré des décennies, au cours de laquelle ils ont perdu la majeure partie de leur population. Dans les années qui suivent, un grand nombre de survivants sont déportés par les autorités russes vers l'Empire ottoman.

### Depuis le XIXesiècle

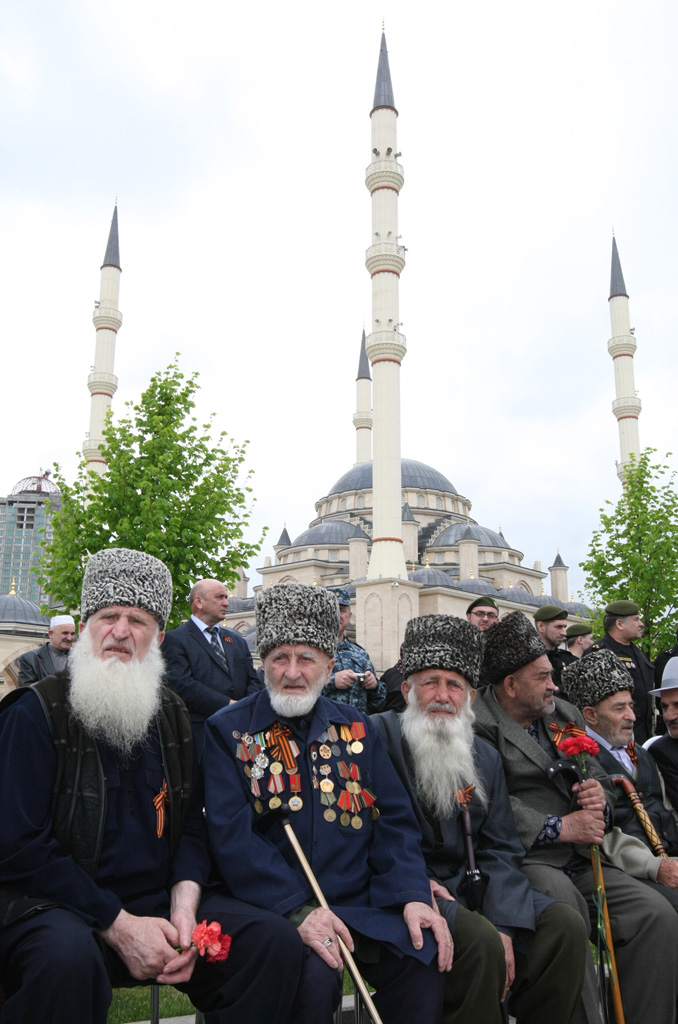
Véterans tchétchènes de la Grande Guerre patriotique.

Depuis lors, il y a eu diverses rébellions tchétchènes contre le pouvoir russe/soviétique en 1865-1866, 1877, pendant la guerre civile russe et la Seconde Guerre mondiale, ainsi qu'une résistance non violente à la russification et aux campagnes de collectivisation et anti-religion de l'Union soviétique. En 1944, tous les Tchétchènes, ainsi que plusieurs autres peuples du Caucase, sont déportés sous l'ordre du dirigeant soviétique Joseph Staline vers les RSS kazakh et kirghize. Au moins un quart - et peut-être la moitié - de l'ensemble de la population tchétchène a péri dans le processus, et un coup sévère a été porté à leur culture et à leurs archives historiques,. Bien que "réhabilités" en 1956 et autorisés à revenir l'année suivante, les survivants ont perdu leurs ressources économiques et leurs droits civils et, sous les gouvernements soviétiques et post-soviétiques, ils font l'objet de discriminations officielles et non officielles et de discours publics discriminatoires. Les tentatives tchétchènes de recouvrer l'indépendance dans les années 1990 après la chute de l'Union soviétique ont conduit à la première et à la deuxième guerre avec le nouvel État russe, à partir de 1994.

## Géographie
La majorité des Tchétchènes se trouve dans la République tchétchène de la fédération de Russie, dans le Nord-Est du Caucase. Des groupes important se trouvent également dans les régions voisines (Ingouchie, Daghestan) ainsi qu’à Moscou.
À l’étranger on trouve des populations tchétchènes en Turquie et au Moyen-Orient (Jordanie, Syrie et Irak), descendants de Tchétchènes qui ont été déportés lors de la guerre du Caucase au XIXe siècle, ainsi qu’au Kazakhstan, descendants de Tchétchènes déportés sous Joseph Staline. Dans les années 1990 et 2000, les deux guerres de Tchétchènie ont poussées certaines familles de civils (dont femmes et enfants) qui étaient menacées par les bombardements russes, à immigrer avec le statut de réfugié de guerre en Europe, particulièrement en France, Belgique et en Allemagne. D'autres ont également émigrer en tant qu'opposants et réfugiés politiques, fuyant les pérsecutions du gouvernement russe ainsi que du gouvernement tchétchène locale de Ramzan Kadyrov, allié de la Russie.

## Langue
La langue principale du peuple tchétchène est le tchétchène. Le tchétchène appartient à la famille des langues nakh (langues du Caucase du Nord-Est).

## Image dans la culture populaire et la littérature
Au cours du XIXe siècle, durant les premières guerres batailles contre l'Empire russe, les tchétchènes furent l'objet de fascinations de la part d'écrivains, poètes et romanciers russes ayant observés ce peuple durant leurs voyages et séjour dans le Caucase. Le général Ermolov, rapportait dans ses écrits les tchétchènes comme étant «une véritable horde de bandits», l'écrivain russe Léon Tolstoï, décrivait les tchétchènes comme étant «Ce que tous les Tchétchènes, petits et grands, ressentaient, était plus fort que la haine. Tout simplement, ils ne reconnaissaient plus les Russes pour des chiens que pour des hommes, ils éprouvaient tant de dégoût, de répulsion, d'horreur devant la stupide cruauté de ces êtres que leur désir de les exterminer comme celui d'exterminer les rats, les araignées venimeuses, les loups, était un sentiment aussi naturel que l'instinct de conservation». également le poète russe Mikhaïl Lermontov, décrivait les tchétchènes comme des barbares ensanglantés portant toujours un couteau avec eux, les écrits de Lermontov au sujet des tchétchènes sont devenus une berceuse que l'ont apprend et raconte depuis aux enfants russes «Dors le grand méchant tchétchène est en train d'aiguiser son couteau mais ton Papa veille». Le poète russe Alexandre Pouchkine décrivait quant à lui les tchétchènes comme un peuple de montagnard rebelle, insoumis et impossible à pacifier,.

## Religion

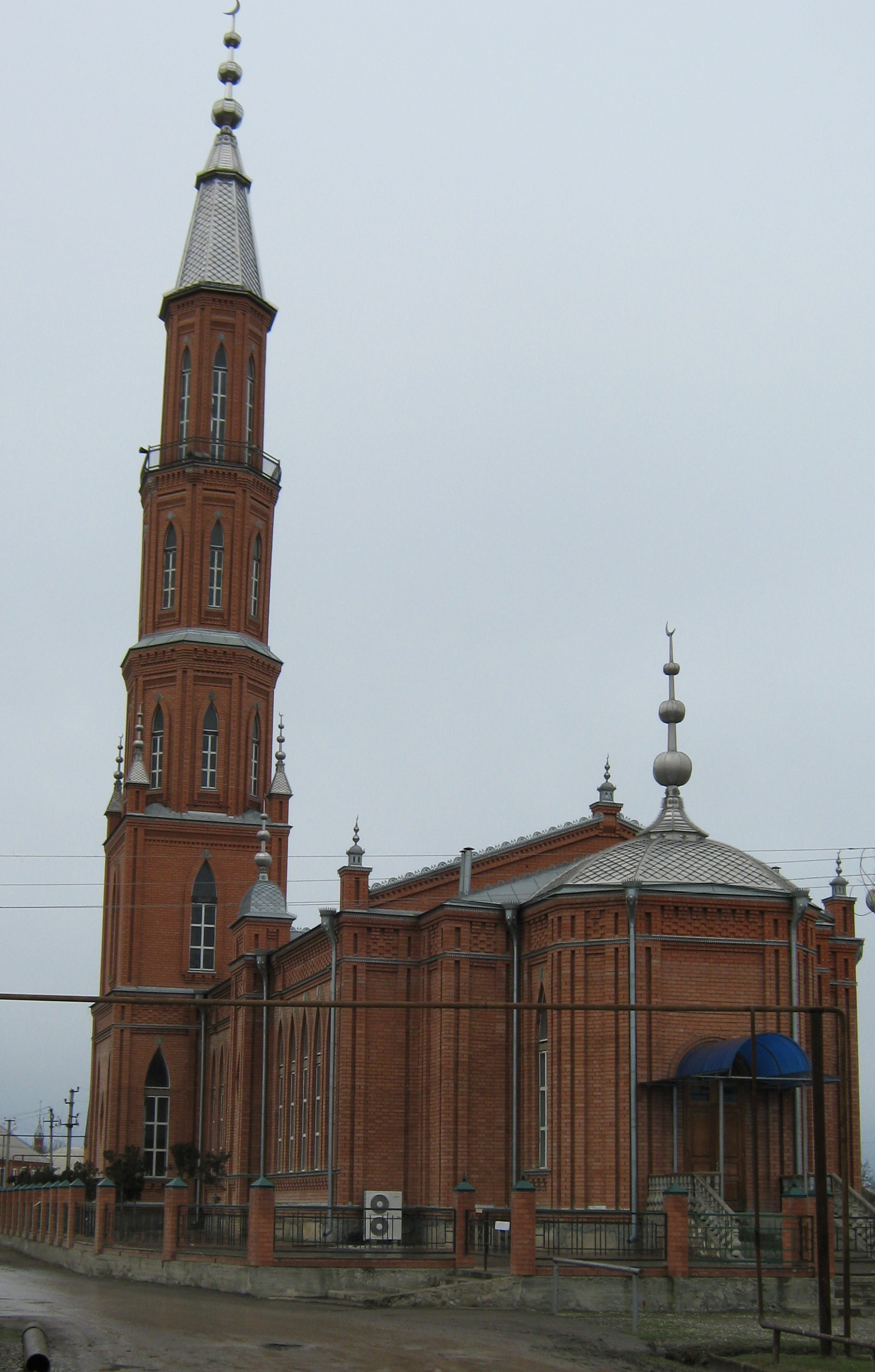
Mosquée typique de Tchétchénie à Tolstoy-Yurt.

Au Moyen Âge, la plaine de Tchétchénie est dominée par les Khazars puis les Alains. Avec une présence remontant au XIVe siècle, l'islam s'est progressivement répandu parmi les Tchétchènes,, bien que la religion traditionnelle Tchétchène soit encore très présente jusqu'au XIXe siècle.
Aujourd'hui, les Tchétchènes sont majoritairement musulmans. La plupart de la population suit soit la jurisprudence Shafi'i ou le Hanafi. L'école de jurisprudence Shafi'i a une longue tradition parmi les Tchétchènes, et reste donc la plus pratiquée.
A la fin des années 2000, cependant, deux nouvelles tendances sont apparues en Tchétchénie. Un vestige radicalisé du mouvement séparatiste armé tchétchène est devenu dominé par les salafistes (populairement connus en Russie sous le nom de wahhabites et présents en Tchétchénie en petit nombre depuis les années 1990), abandonnant pour la plupart le nationalisme au profit du panislamisme et fusionnant avec plusieurs autres insurrections islamiques régionales pour former l'émirat du Caucase. Dans le même temps, la Tchétchénie sous le régime autoritaire de Ramzan Kadyrov, soutenu par Moscou, a mené sa propre contre-campagne controversée d'islamisation de la république, le gouvernement local promouvant et appliquant activement sa propre version d'un soi-disant « islam traditionnel », y compris l'introduction d'éléments de la charia qui remplacent les lois officielles russes,,.